# Bulbul d'ales olivàcies
El bulbul d'ales olivàcies (Pycnonotus plumosus) és una espècie d'ocell de la família dels picnonòtids (Pycnonotidae). Es troba a Brunei, Indonèsia, Malàisia, Myanmar, Filipines, Singapur i Tailàndia. Els seus hàbitats principals són els boscos tropicals i subtropicals de frondoses humits de les terres baixes, els manglars, els boscos de pantà, els matollars secs i humits i els herbassars secs tropicals i subtropicals, les plantacions i les àrees forestals fortament degradades. El seu estat de conservació es considera de risc mínim.